# فيليكس سانشيز
فيليكس سانشيز (بالإنجليزية: Félix Sánchez (baseball))‏ (و. 1981 – م)هو لاعب كرة القاعدة من دومينيكا .

## روابط خارجية
- فيليكس سانشيز على موقع دوري كرة القاعدة الرئيسي (الإنجليزية)
- فيليكس سانشيز على موقعبيزبول رفرنس.كوم (الدوري الرئيسي) (الإنجليزية)
- فيليكس سانشيز على موقعبيزبول رفرنس.كوم (الدوري الثانوي) (الإنجليزية)